# Sciroppo di mais
Lo sciroppo di mais è un dolcificante liquido ottenuto dall'amido di mais.

## Caratteristiche
Aumentando la produzione di fruttosio, si ottiene uno sciroppo comparabile alle caratteristiche del saccarosio, con la dolcezza riconducibile a metà strada tra il fruttosio e glucosio. Questo processo ha permesso di ottenere il miglior sostituto dello zucchero per le aziende impegnate nella produzione di bevande e generi alimentari.

## Storia
Il processo per la produzione di sciroppo di mais fu scoperto dal chimico tedesco Gottlieb Kirchhoff nel 1811, e il suo uso si diffuse in tutto il mondo. Inizialmente si diffuse soprattutto negli Stati Uniti d'America e in Canada, Paesi che cercavano di limitare la loro dipendenza dallo zucchero di canna e dal saccarosio da barbabietola e trovare un'alternativa economica ad edulcoranti quali lo sciroppo d'acero.